# Linia kolejowa 63 Pécs – Drávaszabolcs
Linia kolejowa Pécs – Drávaszabolcs – linia kolejowa na Węgrzech. Jest to linia jednotorowa, w całości niezelektryfikowana. Łączy stację Pecz z Harkány i Drávaszabolcs. Obecnie jest wyłączona z użytku i rozebrana.

## Historia
Linia kolejowa została otwarta 28 listopada 1912.